# Onciale 0174
- Papyrus
- Onciale
- Minuscules
- Lectionnaire

Le Codex 0174, portant le numéro de référence 0174 (Gregory-Aland), est un manuscrit du Nouveau Testament sur parchemin écrit en écriture grecque onciale.

## Description
Le codex se compose d'une folio. Il est écrit en une colonne, de 6 lignes par colonne. Les dimensions du manuscrit sont 6 x 2.3 cm. Les paléographes datent ce manuscrit du Ve siècle,.
C'est un manuscrit contenant le texte incomplet de l'Épître aux Galates (2,5-6). 
Le texte du codex représenté est de type inconnu. Kurt Aland ne l'a pas placé dans aucune Catégorie. 
Lieu de conservation
Il est actuellement conservé à la Bibliothèque Laurentienne (PSI 118) de Florence.